# Антоново (Новосибирская область)
Антоново — деревня в Ордынском районе Новосибирской области России. Входит в состав Спиринского сельсовета.

## География
Площадь деревни — 80 гектаров.

## Население
| 2002 | 2007 | 2010 |
| ---- | ---- | ---- |
| 224  | ↘204 | ↘182 |

## Инфраструктура
В деревне по данным на 2007 год отсутствует социальная инфраструктура.